# Genova ostroma (1800)
Genova ostroma 1800. április 6. – június 4. között zajlott le a második koalíciós háború idején. Az André Masséna vezette francia erők három hónapon át próbáltak kitartani a Michael von Melas irányította osztrák seregek ellen és vereséget szenvedtek. Mivel azonban az ostrom jelentős osztrák erőket kötött le itt, ez lehetőséget adott Bonaparte Napóleon tábornoknak arra, hogy győzelmet arasson a marengói csatában.

## Előzményei
Massénának a második zürichi csatában aratott győzelme miatt felbomlott az Orosz Birodalom és Ausztria szövetsége, de a háború ennek ellenére tovább folyt. Amikor Bonaparte tábornok visszatért Egyiptomból és első konzullá választatta magát, a franciák győzelmi kilátásai megjavultak. Ugyanakkor Bonaparténak időt kellett nyernie, hogy a csapatait Itáliába csoportosítsa át, ezért arra utasította Massénát, hogy a haderő megérkezéséig mindenáron tartsa Nizzát, és a csatlós Liguriai Köztársasághoz tartozó Genovát.

## A csata lefolyása
A franciáknak kezdetben körülbelül 60 000 katonájuk volt, de betegségek miatt ez a létszám 36 000 főre csökkent. Melas tábornok, az osztrák parancsnok már mintegy 120 000 harcost tudott mozgósítani Itáliában. Az első összecsapások ellenére a francia parancsnokok, Suchet és Soult tábornokok merészek voltak, pedig Genovát az ellenség hamarosan elvágta minden külső segítségtől. Április 6-ra nemcsak a szárazföldön, hanem a tenger felől is körülvették őket, egy erős brit század foglalt ott állást. Mindazonáltal a francia harci szellem nem tört meg, és Masséna úgy hitte, hogy meg tudja tartani a várost.
Genovát a természeti viszonyok és a masszív erődök is védték, de Masséna offenzív stratégiát tervezett. Április 7-én adta ki a parancsot a támadásra a Monte Rattinál, ezzel az osztrákokat kiűzte az Appenninekből. A franciák 1500 foglyot ejtettek, köztük d’Aspré bárót is. Április 9-én Masséna kétségbeesett erőfeszítést tett, hogy seregét egyesítse a többi, Suchet parancsnoksága alatt álló francia erővel. Bár el volt vágva a többi francia erőtől, és csak 1200 katonával rendelkezett 10 000 osztrák ellen, kiállta a támadásokat, és Soult segítségével újabb 4000 hadifoglyot ejtett. Ezen összecsapás után azonban a franciákat végleg körülzárták. Hamarosan újabb kétségbeesett harcok következtek, különösen a Fort Quezzi és Fort Richelieu védői okoztak további súlyos veszteségeket az osztrákoknak. Ezt követte a Monte Creto birtoklásáért folytatott csata, ahol a franciák győztek, és az osztrákok leállítottak minden további akciót.
Genovában azonban egyre súlyosabbá vált az éhínség. Bonaparte tábornok hiába ígérte, hogy hamarosan megérkezik, és segítséget hoz a szorongatott helyőrségnek, a szükség olyan méreteket öltött, hogy Masséna végül már lenmagból és kakaóbabból süttetett kenyeret. A lázadás veszélye is fennállt, de Masséna egészen június 4-ig megtagadta a város feladását. Akkor is csak azzal a feltétellel egyezett bele a megadásba, ha az osztrákok garantálják szabad elvonulásukat a francia területekig. Maradék 7000 emberével Franciaországba vonult vissza, csorbítatlan tekintéllyel, teljes dicsőségben.

## Következményei
Annak ellenére, hogy Massénának végül fel kellett adnia a várost, Bonaparte tábornok értékes időt nyert, amelyet kihasználva jelentős győzelmet aratott Marengónál.
A súlyos ostromban a francia védők vereségét nem az ellenséges csapatok ereje, hanem az élelmiszerhiány okozta. Ez a csata is hozzájárult Masséna tábornok hírnevének növeléséhez.

## Fordítás
- Ez a szócikk részben vagy egészben  a   Siege of Genoa (1800) című angol Wikipédia-szócikk fordításán alapul.  Az eredeti cikk szerkesztőit annak laptörténete sorolja fel. Ez a jelzés csupán a megfogalmazás eredetét és a szerzői jogokat jelzi, nem szolgál a cikkben szereplő információk forrásmegjelöléseként.